# Pfenderinoidea
Pfenderinoidea (previamente denominada Pfenderinacea) es una superfamilia de foraminíferos bentónicos del suborden Orbitolinina y del orden Loftusiida. Su rango cronoestratigráfico abarca desde el Liásico (Jurásico inferior) hasta el Maastrichtiense (Cretácico superior).

## Discusión
Clasificaciones previas incluían los géneros de Pfenderinoidea en la superfamilia Ataxophragmoidea, así como en el suborden Textulariina o en el orden Textulariida o en el Orden Lituolida.

## Clasificación
Pfenderinoidea incluye a las siguientes familias y subfamilias:
- Familia Pfenderinidae
  - Subfamilia Pseudopfenderininae
  - Subfamilia Paleopfenderininae
  - Subfamilia Pfenderininae
  - Subfamilia Kurnubiinae
- Familia Hauraniidae
  - Subfamilia Hauraniinae
  - Subfamilia Amijellinae
- Familia Parurgoninidae